# Heino Kruus
Heino Kruus (Tallinn, 3 september 1926 - Tallinn, 24 juni 2012) was een Estisch professioneel basketbalspeler en coach die uitkwam voor het nationale team van de Sovjet-Unie. Kreeg de onderscheiding Meester in de sport van de Sovjet-Unie en Geëerde Coach van de Sovjet-Unie.

## Carrière
Kruus begon zijn carrière na de Grote Vaderlandse Oorlog in 1945 bij Kalev Tallinn. In 1949 verhuisde hij naar USK Tartu. In 1951 keerde hij terug bij Kalev Tallinn. Hij won met die club het Landskampioenschap van de Sovjet-Unie in 1949. Kruus kwam van 1951 tot 1953 uit voor de Sovjet-Unie. Hij won zilver op de Olympische Spelen in 1952. Ook won Kruus goud op het Europees Kampioenschap in 1951 en 1953. Nadat hij was gestopt met basketbal, werd hij hoofdcoach van Kalev Tallinn in 1954.
Hij heeft verschillende Militaire onderscheidingen gekregen waaronder de Orde van het Estische Rode Kruis.

## Erelijst
- Landskampioen Sovjet-Unie: 1
  - Winnaar: 1949
  - Tweede: 1950
  - Derde: 1945
- Olympische Spelen:
  - Zilver: 1952
- Europees Kampioenschap: 2
  - Goud: 1951, 1953